# Liste der Listen zum Judentum
Diese Liste enthält Listen zu jüdischen Themen. 

## Religion
Ritus
- Liste jüdischer Gebete und Segnungen
- Liste jüdischer Feste

Orte
- Listen von Synagogen
- Listen jüdischer Friedhöfe
- Liste jüdischer Pilgerstätten

Rabbiner
- Liste der Rabbiner der jüdischen Gemeinde Worms
- Liste der Rabbiner in Frankfurt (Oder)

Bibel und weitere religiöse Schriften
- Liste biblischer Bücher
- Liste biblischer Propheten

## Kultur
Orte
- Liste jüdischer Bibliotheken
- Liste jüdischer Museen
- Liste jüdischer Theater
- Liste jüdischer Verlage
- Liste von Orten des hebräischen Buchdrucks im 15. und 16. Jahrhundert in Europa

Werke
- Liste jiddischer Filme
- Liste jiddischer Medien
- Liste der Werke der Bücherei des Schocken Verlags

Persönlichkeiten
- Liste hebräischer Schriftsteller
- Liste jiddischer Schriftsteller
- Liste neuhebräischer Schriftsteller
- Liste der Preisträger des Bialik-Preises

## Weitere Listen
- Liste von jüdischen Persönlichkeiten der Stadt Dresden
- Liste jüdischer Studentenverbindungen
- Liste von „Schindlerjuden“
- Gomperz (Familie)